# Hafjan
Hafjan (arab. حفيان) – wieś w Syrii, w muhafazie Aleppo, w dystrykcie Ajn al-Arab. W 2004 roku liczyła 391 mieszkańców.